# Polsat Film
Polsat Film — польский развлекательный телеканал медиагруппы Polsat, вещающий с 2009 года. Тематика: кинофильмы и телесериалы.

## История
17 марта 2009 Государственный совет по радиофонии и телевещанию выдал лицензию на спутниковое вещание нового тематического канала о фильмах. Телеканал, который изначально планировали назвать Polsat Kino, был запущен 2 октября 2009: его вещание началось с рекламного блока и с фильма «Вверху над миром» по книге Пола Боулза. С 2012 года телеканал вещает в HD-формате, ближе к концу 2014 года планируется запустить второй телеканал Polsat Film 2.

## Показ по дням
С 21:00 до 1:00 ежедневно выходят блоки фильмов, содержание которых зависит от текущего дня: «Интригующий понедельник», «Весёлый вторник», «Сенсационная среда», «Романтический четверг» и «Звёздная пятница». По субботам в это время показываются так называемые «блокбастеры», а по воскресеньям — классика кино.